# Миллёкер, Карл
Карл Миллёкер (нем. Carl Joseph Millöcker, иногда Karl Joseph Millöcker; 29 апреля 1842, Вена — 31 декабря 1899, Баден близ Вены) — австрийский композитор и дирижёр, автор популярных оперетт.

## Биография
Миллёкер учился в Венской консерватории как флейтист. По окончании обучения работал дирижёром, сочинял музыку, в том числе оперетты.
1858: флейтист в Театре Йозефштадта.
1864: по рекомендации Франца фон Зуппе принят капельмейстером в Граце.
1865: поставлена первая оперетта Миллёкера, имевшая скромный успех. Несколько следующих оперетт также проходят незамеченными.
1871: Большой успех новой оперетты Миллёкера «Три пары туфель».
1869—1883: дирижёр в театре Ан дер Вин, Вена, эпизодически в других городах Австрии и Германии.
Когда его оперетта «Нищий студент» заслужила триумфальный успех (1882), Миллёкер оставил дирижёрскую работу и полностью посвятил себя оперетте. Хотя повторить успех «Нищего студента» ему не удалось, некоторые последующие оперетты пользовались большой популярностью.
Критики отмечали исключительное мелодическое богатство музыки Миллёкера. Наряду с Иоганном Штраусом и Зуппе он считается классиком венской оперетты XIX века.
Скоропостижно скончался в возрасте 57 лет. Похоронен на Центральном кладбище Вены (группа 32A, № 35).
Некоторые исследователи называют день его смерти окончанием золотой эры оперетты. Изображен на австрийской почтовой марке 1949 г.

## Список оперетт

Оперетта «Нищий студент» обеспечила финансовый успех Миллёкера. Рисунок в венском журнале «Кикерики», 1882.

См. подробнее: Список оперетт и опер Миллёкера
- Мёртвый гость (Der tote Gast, 1865)
- Весёлые вязальщицы (Die lustigen Binder, 1865)
- Диана (Diana, 1867)
- Остров женщин (Fraueninsel, 1868)
- Три пары туфель (Drei Paar Schuhe, 1871)
- Приключение в Вене (Abenteuer in Wien, 1873)
- Заколдованный замок (Das verwunschene Schloss 1878)
- Графиня Дюбарри (Gräfin Dubarry, 1879); новая редакция ставилась в 1931 году под названием «Дюбарри» (Die Dubarry)
- Апаюн, водяной (Apajune, der Wassermann, 1880)
- Девушка из Бельвиля (Die Jungfrau von Belleville, 1881)
- Нищий студент (Der Bettelstudent, 1882)
- Гаспароне (Gasparone, 1884)
- Капеллан (Der Feldprediger, 1884)
- Вице-адмирал (Der Vizeadmiral, 1886)
- Семь швабов (Die sieben Schwaben, 1887)
- Бедный Ионафан (Der arme Jonathan, 1890)
- Счастливчик (Das Sonntagskind ,1892)
- Испытательный поцелуй (Der Probekuss, 1894)
- Северное сияние(Das Nordlicht, 1896)

## Фильмография
Оперетты Миллёкера неоднократно экранизировались:
- Carl Millöcker (англ.) на сайте Internet Movie Database